# دون جورج (لاعب كرة قدم كندية، مواليد 1934)
دون جورج (بالإنجليزية: Don George)‏ هو لاعب كرة قدم أمريكية ولاعب كرة قدم كندية أمريكي، ولد في 1934 في Marianna, Pennsylvania ‏ في الولايات المتحدة.

## وصلات خارجية
- دون جورج على موقع JustSportsStats.com (الإنجليزية)